# Otto Luening
Otto Clarence Luening (Milwaukee, 15. lipnja 1900. – New York City, 2. rujna 1996.) njemačko-američki je skladatelj i dirigent. Bio je rani pionir glazbe za vrpcu i elektroničke glazbe.

## Životopuis
Otto Luening rođen je u Milwaukeeju 15. lipnja 1900. godine. Njegovi roditelji bili su Nijemci. Njegov otac Eugene bio je skladatelj i dirigent, a njegova majka Emma Jacobs amaterska pjevačica. Kada je Otto imao 12 godina, preselio se s obitelji u München gdje je studirao glazbu na Hochschule für Musik und Theater Münchenu. Sa 17 godina preselio se u Švicarsku gdje je s Ferruccijem Busonijem i Philippom Jarnachom studirao na Zürcher Hochschule der Künsteu. Bio je glumac i inspicijent English Players Companya Jamesa Joycea. Vratio se u Sjedinjene Američke Države 1924. godine gdje je uglavnom bio dirigent opera u Chicagu i Eastman School of Musicu.
Dirigrao je na premijerama opera The Mother of Us All Virgila Thomsona, The Medium Giana Carla Menottija te vlastite opere Evangeline.
Dana 19. travnja 1927. godine oženio se s Ethelom Coddom s kojom je bio u braku do 1959. godine.
Lueningova djela skladana za vrpcu A Poem in Cycles & Bells, Gargoyles for Violin & Synthesized Sound i Sounds of New Music pokazala su rani potencijal sintesajzera i posebnih montažnih tehnika u elektroničkoj glazbi. Na koncertu s Vladimirom Usačevskijem održanom 28. listopada 1952. godine u Muzeju moderne umjetnosti u New Yorku izvedeno je djelo Fantasy in Space koje je sadržavalo manipulirane snimke flauti na magnetnoj vrpci. Zbog tog je djela Otto Luening gostovao na The Today Showu kojeg je vodio Dave Garroway. Godine 1954. osnovao je s Douglasom Mooreom i Oliverom Danielom Composers Recordings, Inc., a 1958. godine s Vladimirom Usačevskijem Columbia-Princeton Electronic Music Center.
Dana 5. rujna 1959. godine oženio se s Catherineom Brunsonom koja je bila učiteljica glazbenog. S njom je bio u braku do smrti.
Otto Luening umro je u New York Cityju 2. rujna 1996. godine.

## Djela
Otto Luening uglazbio je pjesme Oscara Wildea, Emily Dickinson, Georgea Gordona Byrona, Walta Whitmana, Williama Blakea, Percyja Bysshea Shelleyja, Williama Sharpea, Sarojini Naidu, Hermanna Hessea i Johanna Wolfganga von Goethea. Među tim pjesmama su: „She walks in Beauty”, „Farm Picture”, „Little Vagabond”, „Young Love”, „Wake the serpent not”, „Requiescat”, „Venilia”, „Locations and Times”, „Noon Silence”, „Visor'd”, „Infant Joy”, „Good-night”, „I faint, I perish”, „Transience”, „At Christmas time/In Weihnachtszeiten”, „Ach! wer bringt die schönen Tage”, Songs of Emily Dickinson, „Love's Secret”, „Harp the Monarch Minstrel swept” i ciklus pjesama Jamesa Joycea.

## Učenici
Među Lueningovim učenicima ubrajaju se: Sol Berkowitz, Wendy Carlos, Chou Wen-chung, Gloria Coates, Dan Cooper, John Corigliano, Philip Corner, Mario Davidovsky, Charles Dodge, Roger Goeb, Malcolm Goldstein, Daniel Goode, John Heiss, Ben Johnston, Donald Keats, Karl Korte, Leonard B. Meyer, Joseph Pehrson, Eric Salzman, Alice Shields, Seymour Shifrin, Faye-Ellen Silverman, David Sulzer, Harvey Sollberger, Daniel Waitzman, David Walther i Charles Wuorinen. 

## Vanjske poveznice
- Životopis na Musician Guideu
- Diskografija na Discogsu
- Otto Luening u internetskoj bazi filmova IMDb-u (engl.)
- Otto Luening papers, 1900–1996, held by the Music Division, New York Public Library for the Performing Arts.
- Intervju, 20. srpnja 1985.